# Henry de Balliol
Henry de Balliol (auch Baliol) († vor 15. Oktober 1246 in Santiago de Compostela) war ein anglonormannischer Adliger und Höfling.

## Herkunft und Heirat
Henry Balliol entstammte der anglonormannischen Familie Balliol. Er war vermutlich der jüngste Sohn von Eustace de Balliol, wird aber oft mit einem gleichnamigen Baron aus Nottinghamshire verwechselt, der während der Herrschaft von König Johann Ohneland aktiv war, oder mit seinem gleichnamigen Neffen aus dem schottischen Inverkeilor, der ein Sohn seines Bruders Ingram de Balliol war. Der Sohn dieses Neffen hieß ebenfalls Henry de Balliol. Nach dem Tod von Henry Balliols Vater 1209 erbte sein ältester Bruder Hugh die Besitzungen der Familie in Nordengland und in Nordfrankreich. Henry heiratete spätestens 1233 Lora de Valognes († vor April 1272), die älteste Tochter des 1219 gestorbenen Barons William de Valognes. Als Teilerbin ihres Vaters brachte sie Besitzungen in Schottland und England mit in die Ehe. Damit war Henry noch vor seinem älteren Bruder Ingram das erste Mitglied der Familie Balliol, das Besitzungen in Schottland erwarb. Über seine Frau Lora erbte Balliol auch einen Teil der Besitzungen ihrer Cousine Christiana, der Witwe von William FitzGeoffrey de Mandeville, 3. Earl of Essex. Den Schwerpunkt seiner Besitzungen bildeten Benington in Hertfordshire und Cavers in Roxburghshire.

## Baron und Höfling in Schottland
Von seinem Schwiegervater Valognes übernahm Henry zeitweise das Amt des Chamberlain of Scotland, das er von vor Dezember 1222 bis 1230 und ab 1241 innehatte. Das Amt des Chamberlain of Scotland war zwar kein Erbamt, aber vermutlich mit der Herrschaft Cavers verknüpft. Allerdings war das Amt bereits zu Beginn des 13. Jahrhunderts mehr zu einem Ehrenamt geworden, dessen Inhaber aber weiterhin die Kontrolle über die königlichen Finanzen und damit erheblichen Einfluss hatte. Während der Herrschaft von König Alexander II. stieg Balliol zu einem der engsten Vertrauten des schottischen Königs auf und bezeugte mindestens 44 königliche Urkunden. Wohl dank seines Einflusses durfte sein Neffe John de Balliol 1233 die reiche Erbin Dervorguilla de Balliol heiraten. Henry de Balliol diente auch als Gesandter des schottischen Königs bei Missionen am englischen Königshof. Dank seiner Kontakte zu seinen einflussreichen englischen Verwandten konnte er 1237 zwischen dem schottischen König und dem englischen König Heinrich III. vermitteln, so dass es zum Abschluss des Vertrags von York kam. Balliol gehörte er zu den Adligen, die für den schottischen König die Einhaltung des Vertrags beschworen. Anschließend gehörte er einer hochrangigen schottischen Delegation an, die im Oktober 1237 in Worcester über das Erbe von John, Earl of Huntingdon, einem Cousin des schottischen Königs verhandelte. Nach dem drohenden Krieg mit England 1244 gehörte er zu den schottischen Baronen, die die Einhaltung des Vertrags von Newcastle und damit die Einhaltung des Friedens mit England beschworen. Er soll kurz vor dem 15. Oktober 1246 während einer Wallfahrt in Santiago de Compostela gestorben sein. Sein Leichnam wurde nach Schottland überführt. Dort erhielt er wie sein Schwiegervater und dessen Vorfahren die Ehre, im Kapitelsaal von Melrose Abbey beigesetzt zu werden.

## Nachkommen
Mit seiner Frau Lora de Valognes hatte Balliol mindestens fünf Kinder:
- Guy de Balliol († 1265)
- Alexander de Balliol ⚭ Isabel of Chilham
- William de Balliol
- Ada de Balliol
- Lora ⚭ Gilbert de Gaunt (oder Gant)

Sein Erbe wurde sein ältester Sohn Guy, der jedoch als Standartenträger von Simon de Montfort in der Schlacht von Evesham fiel. Daraufhin erbte der zweite Sohn Alexander die Besitzungen. Der jüngste Sohn William wurde Geistlicher.